# Кьюин, Софьян
Софьян Кьюин (фр. Sofian Kiyine; 2 октября 1997 года, Вервье, Бельгия) — бельгийский и марокканский футболист, полузащитник клуба «Ауд-Хеверле Лёвен».

## Карьера
Кьюин является воспитанником льежского «Стандарда». В 2015 году перебрался в Италию, в академию «Кьево». Со второй половины сезона 2016/17 привлекается к тренировкам с основной командой. 8 января 2017 года дебютировал в Серии А в поединке против «Аталанты», выйдя на замену на 84 минуте вместо Вальтера Бирса. Всего в дебютном сезоне провёл 7 встреч, во всех выходил на замену.